# Kalaunuiohua
Kralj Kalau je bio kralj otoka Havaji na drevnim Havajima. Poznat je i kao Kalaunuiohua (havajski: nui = "veliki"; ohua = "sluga").
Nije poznato kada je rođen. Roditelji su mu bili kralj Kahai IV. (Kahaimoelea) i kraljica Kapo od Havaja te je oca naslijedio.
Kalau je prema mitu bio potomak junaka Heme.
Oženio je svoju polusestru Kaheku, kćer Kapo i nekog Maninija, čije je porijeklo ostalo nepoznato. Sin Kalaua i Kaheke bio je kralj Kuaiwa.
Kaheka je bila unuka – preko majke – „čarobnjaka“ Haunaʻakamahale i njegove žene Malamaʻihanaʻae, koja je bila i žena kralja Kalape od Havaja.
Podanici su Kalaua i njegovu ženu smatrali božanskim bićima te su vjerovali da oni imaju posebne moći.
Kaheka je imala još jednog muža, čije je ime Kunuiakanaele.
Kalau se nije bojao svećenika ni čarobnjaka te je dao ubiti jednu vješticu, kojoj je ime Waʻahia. Prema mitu, njezin duh je potom opsjeo Kalaua.